# Dejounte Murray
Dejounte Dashaun Murray (Seattle, Washington, 19 de septiembre de 1996) es un baloncestista estadounidense que pertenece a la plantilla de los New Orleans Pelicans de la NBA. Con 1,96 metros de estatura, juega en la posición de base.

## Trayectoria deportiva

### Universidad
Jugó una única temporada con los Huskies de la Universidad de Washington, en la que promedió 16,1 puntos, 6,0 rebotes y 4,4 asistencias por partido. Fue incluido en el segundo mejor quinteto de la Pacific-12 Conference. Al término de la temporada se declaró elegible para el draft de la NBA.

#### Estadísticas
| Año     | Equipo     | PJ | PT | MPP  | %TC  | %3P  | %TL  | RPP | APP | ROB | TPP | PPP  |
| ------- | ---------- | -- | -- | ---- | ---- | ---- | ---- | --- | --- | --- | --- | ---- |
| 2015–16 | Washington | 34 | 34 | 33.5 | .416 | .288 | .663 | 6.0 | 4.4 | 1.8 | .3  | 16.1 |

### Profesional

#### San Antonio Spurs (2016-2022)

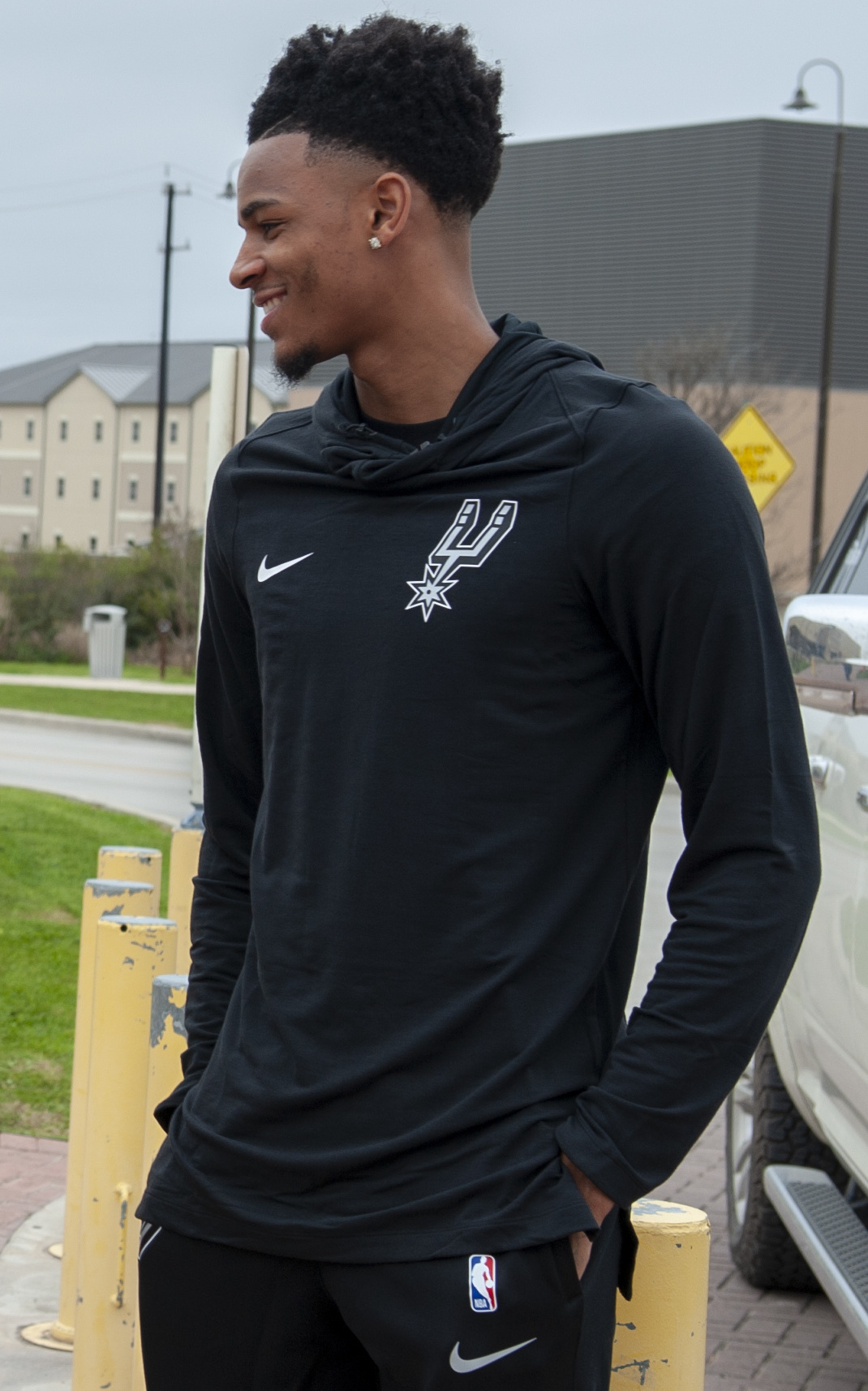
Dejounte Murray en 2019.

Fue elegido en la vigésimo novena posición del Draft de la NBA de 2016 por San Antonio Spurs. Debutó el 29 de octubre en un partido ante New Orleans Pelicans, logrando dos rebotes y una asistencia.
Al término de su segunda temporada, fue elegido en el segundo mejor quinteto defensivo de la liga, siendo el jugador más joven en conseguirlo.
El 7 de octubre de 2018, Murray sufrió una rotura del ligamento cruzado anterior derecho, en un partido de pretemporada ante Houston Rockets. Motivo por el cual se perdió toda la temporada 2018–19.
Tras una temporada sin jugar, el 21 de octubre de 2019, extiende su contrato con los Spurs, por 4 años y $64 millones.
El 26 de diciembre de 2020, registró el primer triple doble de su carrera con 11 puntos, 10 rebotes y 10 asistencias contra Toronto Raptors.
Durante su sexta temporada en San Antonio, el 20 de diciembre de 2021, hizo una de las mejores actuaciones de su carrera al anotar 24 puntos, capturar 12 rebotes, repartir 13 asistencias y robar 4 balones con 10/22 en tiros de campo ante Los Angeles Clippers. El 12 de enero de 2022, ante Houston Rockets, registró otro triple-doble de 32 puntos, 10 rebotes y 11 asistencias. El 7 de febrero, se anunció su participación en el All-Star Game de la NBA 2022 como reemplazo de Draymond Green, siendo la primera nominación de su carrera. El 11 de febrero ante Atlanta Hawks, consigue un triple-doble de 32 puntos, 10 rebotes y 15 asistencias. El 28 de marzo ante Houston Rockets consigue la máxima anotación de su carrera hasta ese momento con 33 puntos, además de 11 asistencias. El 30 de marzo ante Memphis Grizzlies vuelve a anotar 33 puntos además de capturar 13 rebotes. Al término de la temporada regular, finalizó como líder en robos de la temporada (2,0).

#### Atlanta Hawks (2022-2024)
Tras seis años en San Antonio, el 29 de junio de 2022, es traspasado a Atlanta Hawks a cambio de Danilo Gallinari. En su primera temporada con los Hawks, el 30 de enero de 2023, consigue 40 puntos ante Portland Trail Blazers. Y el 3 de marzo, también ante Portland, su récord personal de anotación hasta la fecha con 41 puntos.
En julio de 2023 acuerda una extensión de contrato con los Hawks, por cuatro años y $120 millones. Al comienzo de su segunda temporada en Atlanta, el 30 de octubre, iguala su mejor registro anotador con 41 puntos ante Minnesota Timberwolves. El 17 de enero de 2024 consigue la canasta ganadora sobre la bocina ante Orlando Magic. El 8 de marzo anota 41 puntos ante Memphis Grizzlies. El 13 de marzo anota 40 puntos ante Portland Trail Blazers. El 28 de marzo consigue su mejor marca con 44 puntos ante Boston Celtics.

#### New Orleans Pelicans (2024-presente)
Tras dos temporadas en Atlanta, el 28 de junio de 2024, es traspasado a New Orleans Pelicans a cambio de Larry Nance, Jr. y Dyson Daniels. En el encuentro inaugural de la temporada, el 23 de octubre ante Chicago Bulls, sufrió una fractura de la mano izquierda.

## Estadísticas de su carrera en la NBA
|  | Líder de la liga |

### Temporada regular
| Año      | Equipo      | PJ  | PT  | MPP  | %TC  | %3P  | %TL   | RPP | APP | ROB | TPP | PPP  |
| -------- | ----------- | --- | --- | ---- | ---- | ---- | ----- | --- | --- | --- | --- | ---- |
| 2016-17  | San Antonio | 38  | 8   | 8.5  | .431 | .391 | .700  | 1.1 | 1.3 | .2  | .2  | 3.4  |
| 2017-18  | San Antonio | 81  | 48  | 21.5 | .443 | .265 | .709  | 5.7 | 2.9 | 1.2 | .4  | 8.1  |
| 2019-20  | San Antonio | 66  | 58  | 25.6 | .462 | .369 | .798  | 5.8 | 4.1 | 1.7 | .3  | 10.9 |
| 2020-21  | San Antonio | 67  | 67  | 31.9 | .453 | .317 | .791  | 7.1 | 5.4 | 1.5 | .1  | 15.7 |
| 2021-22  | San Antonio | 68  | 68  | 34.8 | .462 | .327 | .794  | 8.3 | 9.2 | 2.0 | .3  | 21.1 |
| 2022-23  | Atlanta     | 74  | 74  | 36.4 | .464 | .344 | .832  | 5.3 | 6.1 | 1.5 | .3  | 20.5 |
| 2023-24  | Atlanta     | 78  | 78  | 35.7 | .459 | .363 | .794  | 5.3 | 6.4 | 1.4 | .3  | 22.5 |
| 2024-25  | New Orleans | 31  | 31  | 32.6 | .393 | .299 | .823  | 6.5 | 7.4 | 2.0 | .4  | 17.5 |
| Total    | Total       | 503 | 432 | 29.3 | .453 | .340 | .790  | 5.8 | 5.4 | 1.5 | .3  | 15.5 |
| All-Star | All-Star    | 1   | 0   | 27.0 | .636 | .333 | 1.000 | 5.0 | 5.0 | .0  | 1.0 | 17.0 |

### Playoffs
| Año   | Equipo      | PJ | PT | MPP  | %TC  | %3P  | %TL   | RPP | APP | ROB | TPP | PPP  |
| ----- | ----------- | -- | -- | ---- | ---- | ---- | ----- | --- | --- | --- | --- | ---- |
| 2017  | San Antonio | 11 | 2  | 15.3 | .377 | .000 | .680  | 2.5 | 2.5 | 1.5 | .1  | 5.7  |
| 2018  | San Antonio | 5  | 5  | 19.2 | .452 | .667 | .778  | 4.2 | 1.8 | 1.0 | .4  | 7.8  |
| 2023  | Atlanta     | 5  | 5  | 38.1 | .447 | .378 | 1.000 | 7.2 | 6.8 | 2.0 | .2  | 23.0 |
| Total | Total       | 21 | 12 | 21.6 | .426 | .391 | .767  | 4.0 | 3.3 | 1.5 | .2  | 10.3 |